# 第62回高松宮記念杯競輪
第62回高松宮記念杯競輪は、2011年6月2日から5日まで、前橋競輪場で行われた、競輪のGI競走である。
正式タイトルは、東日本大震災被災地支援 第62回高松宮記念杯競輪。被災地支援競走として実施。

## 今回より持ち回り開催
第1回から61回まで、当大会の開催場だった大津びわこ競輪場が2011年3月をもって廃止されたことを踏まえ、1月26日特別競輪等運営委員会は、前橋競輪場で行うことを発表した。また、今回以降の当大会については、他の特別競輪と同様、全国競輪場を対象に募集を行ったうえで、開催希望申請に基づき開催場の決定を行うこととし、持ち回り開催となることも決定された。なお、2013年以降は一部の年を除き近畿の岸和田で開催されている。

## 大会3連覇の夢破れる
今大会3連覇がかかる平原康多は初戦となる2日、12レースの青龍賞に出走したが、残り3周を切る直前に誘導員を追い越したため、新田祐大とともに失格となり、初戦で姿を消した。

## 決勝戦

### 競走成績
- 6月5日（日）[4]
- 誘導員…金子真也（群馬）

| 着順 | 車番 | 選手     | 登録地 | 着差     | 決まり手 | 上がり(秒) | H/B | 特記 |
| ---- | ---- | -------- | ------ | -------- | -------- | ---------- | --- | ---- |
| 1    | 1    | 深谷知広 | 愛知   |          | 捲くり   | 9.4        | B   |      |
| 2    | 9    | 村上義弘 | 京都   | 3/4車身  | マーク   | 9.4        |     |      |
| 3    | 5    | 伏見俊昭 | 福島   | 1/4車輪  |          | 9.2        |     |      |
| 4    | 4    | 小倉竜二 | 徳島   | 1車身1/2 |          | 9.2        |     |      |
| 5    | 3    | 佐藤友和 | 岩手   | 1車身1/2 |          | 9.5        |     |      |
| 6    | 2    | 武田豊樹 | 茨城   | 3/4車身  |          | 9.5        |     |      |
| 7    | 8    | 後閑信一 | 東京   | 1/2車身  |          | 9.3        |     |      |
| 8    | 7    | 山口富生 | 岐阜   | 3/4車輪  |          | 9.5        |     |      |
| 9    | 6    | 稲垣裕之 | 京都   | 大差     |          | 11.5       | H   |      |

### 配当金額
| 枠番二連勝複式 | 1=6   | 1270円  |
| 枠番二連勝単式 | 1-6   | 1790円  |
| 車番二連勝複式 | 1=9   | 1530円  |
| 車番二連勝単式 | 1-9   | 2380円  |
| 三連勝複式     | 1=5=9 | 5060円  |
| 三連勝単式     | 1-9-5 | 17120円 |
| ワイド         | 1=9   | 710円   |
| ワイド         | 1=5   | 830円   |
| ワイド         | 5=9   | 830円   |

### レース概要
残りあと1周手前近くで深谷が動き、マークの山口は離れる。最終バック付近で村上の横を通過して捲りきった深谷は、デビュー684日でGIを初制覇。
1983年4月1日から実施のKPK制度以降では、吉岡稔真が持つ719日を上回る史上最速記録を更新した。

## 特記事項
- 決勝戦の地上波中継はテレビ東京《TXN系列・KUTV・RKK 全8局ネット》。また群馬テレビでも、CS放送の同時ネットで放送された。
- 4日間の総売上は97億9017万6500円で、目標の107億円をクリア出来なかった。